# On the Road Again (chanson de Willie Nelson)
Pour les articles homonymes, voir On the Road Again.
On the Road Again est une chanson qui a été interprétée par Willie Nelson. Elle fut la chanson-thème du film Show Bus (Honeysuckle Rose) dans lequel Willie Nelson est aussi acteur, puis devint une des « chansons signature » du musicien. Elle atteint la première position du palmarès country de la revue Billboard en 1980.

## Traduction et reprises
Graeme Allwright a traduit cette chanson en français sous le titre Comme un vrai gamin, et l'a enregistrée en 1992 dans l'album Lumière.

## Distinction
On the Road Again a reçu un Grammy Hall of Fame Award en 2011.

## Anecdote
La chanson est reprise par les Chipmunks dans l'épisode 13 de la saison 2 d'Alvin et les Chipmunks intitulé Hip Hip Houra ! (Setting the Record Straight)
On peut aussi entendre un extrait de cette chanson au début de l'épisode 13 de la saison 5 de South Park intitulé Kenny se meurt.
On peut aussi entendre un extrait de cette chanson dans le film The Bucket List de Rob Reiner.
On peut aussi entendre un extrait de cette chanson dans le film Dumb and Dumber De des frères Farrelly.